# Osterhofen (Bayrischzell)
Osterhofen ist ein Gemeindeteil der Gemeinde Bayrischzell im oberbayerischen Landkreis Miesbach.

## Geographie
Das Dorf liegt im Tal der Leitzach etwa zwei Kilometer nordwestlich von Bayrischzell nördlich der Bundesstraße 307 (Deutsche Alpenstraße). Die Talstation der Wendelstein-Seilbahn liegt am westlichen Ortsrand von Osterhofen.

## Verkehr
Der Haltepunkt Osterhofen (Oberbay) liegt an der Bahnstrecke Schliersee–Bayrischzell. Die Strecke wird von der Bayerischen Regiobahn mit der Linie RB 55 von München nach Bayrischzell befahren.